# Kristina Schröder
Kristina Schröder, née Köhler le 3 août 1977 à Wiesbaden, est une femme politique allemande, membre de l'Union chrétienne-démocrate d'Allemagne (CDU).
Élue pour la première fois au Bundestag lors des élections fédérales de 2002, elle entre au gouvernement en 2009, comme ministre fédérale de la Famille, et le quitte en 2013, à la fin de son mandat.

## Biographie

### Jeunesse, formation et carrière
En 1991, elle adhère à la Junge Union (JU), l'organisation de jeunesse de la CDU, qu'elle rejoint en 1994. Elle passe son Abitur en 1997 et intègre l'université Johannes Gutenberg de Mayence, tout en prenant la présidence de la JU de Wiesbaden et en devenant assistante parlementaire au Landtag de Hesse.
Recrutée, en 1998, comme assistante de recherche à l'Institut de sociologie de Mayence, elle obtient sa licence dans ce domaine en 2002, quittant dans le même temps ses fonctions au Parlement régional. Parallèlement, elle est élue au comité directeur de la CDU de Hesse.

### Députée fédérale
Membre du conseil municipal de Wiesbaden entre 2000 et 2001, elle est élue députée fédérale de Hesse au Bundestag, au scrutin de liste, lors des élections fédérales du 22 septembre 2002. L'année suivante, elle abandonne la présidence de la JU de Wiesbaden.
À l'occasion des élections fédérales anticipées du 18 septembre 2005, elle se représente, dans la circonscription de Wiesbaden, contre Heidemarie Wieczorek-Zeul, ministre fédérale de la Coopération économique, membre du Parti social-démocrate d'Allemagne (SPD) et députée sortante. Elle est battue de justesse, avec tout juste trois mille voix d'écart, soit 32,1 % des suffrages.
Elle conserve cependant son mandat, grâce au scrutin de liste. En novembre 2008, elle prend la présidence du groupe CDU/CSU à la commission de l'Intérieur. Tentant de nouveau sa chance dans la circonscription aux élections fédérales du 27 septembre 2009, elle l'emporte largement contre Wieczorek-Zeul avec presque onze mille voix d'avance, ce qui correspond à 40,8 % des suffrages. 

### Ministre fédérale de la Famille
À peine deux mois après le scrutin, elle est nommée ministre fédérale de la Famille, des Personnes âgées, des Femmes et de la Jeunesse dans un mini-remaniement du deuxième gouvernement d'Angela Merkel, tout juste formé. Elle prend alors la succession d'Ursula von der Leyen, dont elle promet de maintenir la politique familiale, novatrice pour les chrétiens-démocrates. À seulement 32 ans, elle est la benjamine du gouvernement, statut qu'elle ravit au libéral Philipp Rösler.
Réélue députée fédérale aux élections du 22 septembre 2013, elle demande à ne pas être reconduite au gouvernement, afin de consacrer davantage de temps à sa famille. Elle est remplacée, le 17 décembre suivant, par la sociale-démocrate Manuela Schwesig.

### Vie privée
Membre de l'Église protestante luthérienne indépendante, elle est mariée au secrétaire d'État Ole Schröder, député fédéral du Schleswig-Holstein, depuis le 12 février 2010. Elle donne naissance à son premier enfant en juin 2011. En 2014, elle donne naissance à son deuxième enfant, une fille.